# Pierre Doris
Pour les articles homonymes, voir Doris.
Pierre Doris est un comédien et humoriste français, né le 29 octobre 1919 dans le 11e arrondissement de Paris et mort le 27 octobre 2009 dans le 15e arrondissement de Paris.
Spécialiste de l'humour noir, il a influencé de nombreux humoristes français, dont Pierre Desproges, Patrick Timsit, Jean Yanne, Coluche, Laurent Ruquier.

## Biographie

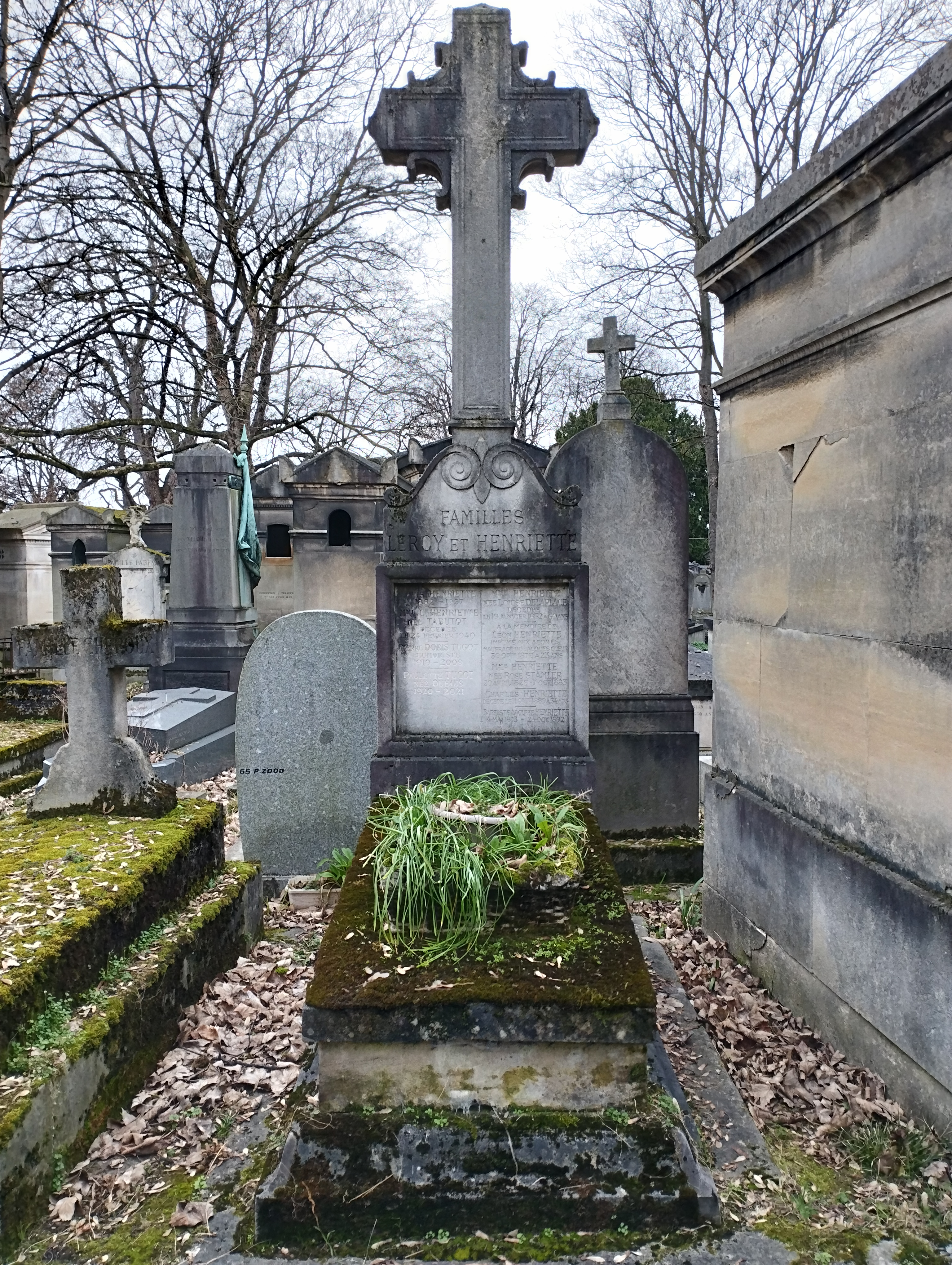
Tombe de Pierre Doris au cimetière du Père-Lachaise (division 67).

De son vrai nom Pierre-Léon Tugot, il tire son pseudonyme de la ville de Ris-Orangis.
Il fut fréquemment invité à l'émission des Jeux de vingt heures.
Mort à deux jours de son 90e anniversaire d'un cancer du foie, il est incinéré puis inhumé au cimetière du Père-Lachaise (67e division),.
Époux de Paulette Dubois (1920-2021), il est le père de l'acteur Michel Tugot-Doris.

## Filmographie

### Cinéma
- 1956 : Comme un cheveu sur la soupe de Maurice Régamey : le chasseur de la boite Le Néant
- 1957 : Paris Music Hall de Stany Cordier
- 1957 : L'amour est en jeu ou Ma femme, mon gosse et moi de Marc Allégret : le publiciste
- 1957 : Le Triporteur de Jack Pinoteau : l'automobiliste en deux chevaux
- 1957 : Mimi Pinson de Robert Darène
- 1958 : En légitime défense d'André Berthomieu
- 1958 : Cigarettes, Whisky et P'tites Pépées de Maurice Régamey : le contrebandier
- 1958 : Messieurs les ronds-de-cuir d'Henri Diamant-Berger : Léonce
- 1958 : Julie la Rousse de Claude Boissol : l'hôtelier
- 1959 : Business de Maurice Boutel : Papillon
- 1960 : Fortunat d'Alex Joffé : M. Dubroc
- 1960 : Le Sahara brûle de Michel Gast : M. Joubert
- 1960 : Dans la gueule du loup de Jean-Charles Dudrumet
- 1960 : Dans l'eau qui fait des bulles ou Le Garde-champêtre mène l'enquête de Maurice Delbez : le boy-scout camionneur
- 1960 : L'Empire de la nuit de Pierre Grimblat : le chef du « Gang des Cabarets »
- 1962 : Les Veinards, sketch Une nuit avec la vedette de Philippe de Broca : Sam Chips
- 1962 : Clémentine chérie de Pierre Chevalier : Gaston Bellus
- 1963 : L'assassin viendra ce soir de Jean Maley
- 1963 : Cherchez l'idole de Michel Boisrond : le disquaire
- 1963 : La Porteuse de pain de Maurice Cloche : le vendeur de journaux
- 1963 : Le Bon Roi Dagobert de Pierre Chevalier : Césaric
- 1963 : Les Motorisées (Le motorizzate) de Marino Girolami : le client grassouillet
- 1964 : Les Mordus de Paris de Pierre Armand
- 1964 : Déclic et des claques de Philippe Clair : Philippe
- 1964 : Les Gorilles de Jean Girault : le représentant en vin
- 1964 : La Bonne Occase de Michel Drach
- 1964 : Le Petit Monstre de Jean-Paul Sassy
- 1964 : Requiem pour un caïd ou De jour et de nuit de Maurice Cloche : le patron de l'hôtel Monaco
- 1964 : Allez France ! de Robert Dhéry : un Français du bus
- 1965 : Whisky et Vodka (Whisky y vodka) de Fernando Palacios : Ivan Gorir Ivanovitch
- 1966 : Trois enfants dans le désordre de Léo Joannon : l'impresario de Zoé)
- 1967 : La Permission de Melvin Van Peebles : le paysan
- 1968 : Bruno, l'enfant du dimanche de Louis Grospierre : le chef de publicité
- 1969 : Slogan de Pierre Grimblat
- 1969 : Aux frais de la princesse de Roland Quignon : le préfet
- 1972 : Bastos ou ma sœur préfère le colt 45 de Jean-Louis Van Belle : le réalisateur
- 1973 : Le Führer en folie de Philippe Clair : le colonel
- 1975 : Les Petits Dessous des grands ensembles de Christian Chevreuse : le colonel
- 1975 : Mais où sont passées les jeunes filles en fleurs de Jean Desvilles : l'épicier
- 1976 : Le Jour de gloire de Jacques Besnard : Étienne Machu
- 1978 : Si vous n'aimez pas ça, n'en dégoûtez pas les autres de Raymond Lewin : un spectateur
- 1978 : Freddy de Robert Thomas : Papa Gilot
- 1979 : La Ville des silences de Jean Marbœuf : le commissaire
- 1980 : San-Antonio ne pense qu'à ça de Joël Séria : l'inspecteur Bérurier
- 1982 : On n'est pas sorti de l'auberge de Max Pécas : l'homme d'affaires
- 1982 : Ça va faire mal ! de Jean-François Davy : le vétérinaire
- 1983 : Les Malheurs de Heidi de Robert Taylor (voix)
- 1983 : On l'appelle catastrophe de Richard Balducci : Frumigocci
- 1983 : L'émir préfère les blondes de Alain Payet : M. Mac-Gorell
- 1983 : Les Planqués du régiment de Michel Caputo : le médecin-chef
- 1984 : Les Rois du gag de Claude Zidi : Jean
- 1985 : Dressage / Éducation perverse de Pierre B. Reinhard : le valet
- 1987 : Le Diable rose de Pierre B. Reinhard : M. Maurice
- 1989 : Outremer de Brigitte Roüan : l'oncle Alban

### Télévision
- 1962 : Vincent Scotto d'Henri Spade : Fabien
- 1963 : La Chasse ou l'Amour ravi d'Alain Boudet
- 1963 : Teuf Teuf de Georges Folgoas
- 1964 : Pierrots des alouettes, comédie musicale télévisée d'Henri Spade : le contractuel
- 1965 : La Misère et la gloire d'Henri Spade
- 1965 : La Queue du diable d'André Leroux
- 1965 : Les Saintes chéries, épisode Ève au volant de Jean Becker : l'automobiliste
- 1966 : Gerfaut de François Gir : Landernier
- 1967 : Les 7 de l'escalier B de Georges Régnier
- 1967 : Deslouettes père et fils d'Arlen Papazian et Claude Robinet
- 1967 : Meurtre en sourdine de Gilbert Pineau : Walter Manson
- 1968 : Les Saintes chéries, épisode Quand Ève n'est pas là de Jean Becker
- 1968 : Les Saintes chéries, épisode Ève sur la plage de Jean Becker : le vacancier satyre
- 1968 : Les Dossiers de l'agence O : La Petite Fleuriste de Deauville de Jean Salvy : M. Van Mollen
- 1969 : Au théâtre ce soir : Rappelez-moi votre nom de Jean-Maurice Lassebry, mise en scène Jacques-Henri Duval, réalisation Pierre Sabbagh, théâtre Marigny : Maurice
- 1969 : Au théâtre ce soir : Le mari ne compte pas de Roger-Ferdinand, mise en scène Jacques Morel, réalisation Pierre Sabbagh, théâtre Marigny : Édouard
- 1970 : Au théâtre ce soir : Les Assassins associés de Robert Thomas, mise en scène Jean Piat, réalisation Pierre Sabbagh, théâtre Marigny : César
- 1970 : Les Fiancés de Loches de Pierre Badel : M. Gévaudan
- 1970 : La Maison des bois de Maurice Pialat : Albert Picard
- 1970 : Les Lettres de mon moulin de Pierre Badel : Don Blalaguère
- 1971 : Une autre vie de Louis Grospierre : Christian
- 1971 : Le père Noël est en prison de Pierre Gautherin : le brigadier-chef
- 1971 : Pierre et Jean de Michel Favart : Jérôme Rolland
- 1972 : Au théâtre ce soir : La main passe de Georges Feydeau, mise en scène Pierre Mondy, réalisation Pierre Sabbagh, théâtre Marigny : M. Hubertin
- 1972 : Au théâtre ce soir : Le Fils d'Achille de Claude Chauvière, mise en scène Robert Manuel, réalisation Pierre Sabbagh, théâtre Marigny : Achille
- 1973 : Le temps de vivre... Le temps d'aimer (série télévisée) : Marchand
- 1973 : Monsieur Pompadour d'André Leroux : le Breton / Le Normand
- 1974 : Un curé de choc (26 épisodes de 13 minutes) de Philippe Arnal
- 1974 : L'Ange de la rivière morte d'Edmond Logereau : Saunier
- 1974 : Le Droit aux étrennes de Jean Bertho : Landhouillé
- 1975 : Au théâtre ce soir : Les Hannetons d'Eugène Brieux, mise en scène René Clermont, réalisation Pierre Sabbagh, théâtre Édouard VII : un monsieur
- 1975 : La Rôtisserie de la reine Pédauque de Jean-Paul Carrère : Léonard Ménétrier
- 1975 : La Simple Histoire d'un merveilleux poste de télévision d'Armand Ridel : l'homme du feuilleton
- 1975 : Le Docteur noir de Claude Vergez : Barbentane
- 1976 : Robert Macaire de Roger Kahane : Bertrand
- 1978 : Les Amours sous la Révolution, épisode Les Amants de Thermidor de Jean-Paul Carrère : Gragnon
- 1978 : Les Samedis de l'histoire, épisode La Banqueroute de Law de Jean-François Delassus : Homère)
- 1978 : Le Temps des as de Claude Boissol : le capitaine Bonbon
- 1979 : Histoire de voyou / La Belle Affaire de Pierre Arago : Raoul
- 1979 : Tout un dimanche ensemble de Stéphane Bertin
- 1980 : Tarendol de Louis Grospierre : M. Margherite
- 1980 : Petit déjeuner compris de Michel Berny
- 1981 : Le Mécréant de Jean L'Hôte : le curé
- 1981 : Les Sœurs Hortensia de Dominique Giuliani : Eddy
- 1981 : Un mort tout neuf de Dominique Giuliani : Édouard
- 1981 : Sans Famille: Les Loups blancs de Jacques Ertaud : Garofoli
- 1982 : Les Confessions du chevalier d'industrie Félix Krull de Bernhard Sinkel : un détective
- 1982 : En votre aimable règlement de Jean-Claude Charnay : Poupardin
- 1982 : Ralentir école d'Alain Dhouailly : le maire
- 1982 : L'Ours en peluche d'Édouard Logereau : Lambert
- 1982 : Julien Fontanes, magistrat : L'Âge difficile de Serge Friedman : René Kembs
- 1984 : Battling le ténébreux de Louis Grospierre et Jean-Louis Roncoroni : le principal
- 1984 : Le Fils des alligators de André Farwagi : M. Auffret
- 1984 : Maguy, épisode Amorale, morale et demie
- 1985 : Les Bargeots
- 1986 : La Guerre du cochon de Gérard Chouchan : Tonton Guernon
- 1986 : Le Voyage du cœur de François Leterrier : Margaillan
- 1987 : Les Idiots de Jean-Claude Verhaeghe : Philippe
- 1988 : L'Homme à tout faire de Patrick Gandery-Réty : Maurice Durupt
- 1990 : Pépé la gâchette de Jean Pignol : Fernand
- 1990 : Héloïse de Pierre Tchernia : le clochard
- 1992 : Mes coquins de Jean-Daniel Verhaeghe : le commissaire
- 2000 : Des croix sur la mer de Luc Béraud : le vieux Kolb)

## Théâtre
- 1960 : Au grand Alfred de Pierre Barillet et Jean-Pierre Grédy, mise en scène Jacques Charon, théâtre Michel
- 1961 : Les Pupitres de Raymond Devos, mise en scène de l'auteur, théâtre Fontaine
- 1965 : Assassins associés de Robert Thomas, mise en scène Jean Piat, théâtre Antoine théâtre du Palais-Royal, Théâtre Antoine
- 1967 : Extra-Muros de Raymond Devos, mise en scène de l'auteur, théâtre des Variétés
- 1968 : Le Grand Zèbre de Jean-Jacques Bricaire et Maurice Lasaygues, mise en scène Francis Joffo, théâtre des Variétés
- 1969 : Seuls, les tilleuls mentent avec Roger Nicolas et Arlette Didier, L'Européen
- 1971 : La Main passe de Georges Feydeau, mise en scène Pierre Mondy, théâtre Marigny
- 1974 : Pauvre France de Sam Bobrick et Ron Clark, mise en scène Michel Roux, théâtre des Nouveautés
- 1977 : Pygmalion de George Bernard Shaw, mise en scène Raymond Gérôme, théâtre de Paris
- 1979 : Un clochard dans mon jardin de Jean Barbier, théâtre des Nouveautés
- 1987 : Le Bourgeois gentilhomme de Molière, tournée africaine avec les Tréteaux de France
- 1988 : Fra Sylvère ou le Péché d'angélisme de Tristan Sévère et Muse Dalbray, mise en scène Mario Franceschi, théâtre Mouffetard
- 1993 : Pygmalion de George Bernard Shaw, mise en scène Bernard Murat, théâtre Hébertot
- 1994 : La Nuit à Barbizon de Julien Vartet, mise en scène Gérard Savoisien, théâtre Édouard VII
- 1997 : Sacré Noël de Bruno Druart, mise en scène Henri Lazarini, Théâtre de La Mare au diable Palaiseau, théâtre Rive Gauche
- 1999 : Le Sicilien ou l'Amour peintre de Molière, mise en scène Henri Lazarini
- 2001: Le Centenaire de Bruno Druart